# سهام الدين ميرفخرائي
سهام الدين ميرفخرائي (بالفارسية: سهام‌الدین میرفخرایی)، من مواليد 4 فبراير 1951م، هو لاعب إيراني سابق لكرة القدم ويلعب في مركز المدافع، لعب مع نادي هما الإيراني، وكما لعب مع المنتخب الإيراني لكرة القدم وشارك في بطولة كأس آسيا سنة 1976 ودورة الألعاب الصيفية الأولمبية نفس العام.

## روابط خارجية
- سهام الدين ميرفخرائي على موقع ناشيونال فوتبول تيمز (الإنجليزية)
- سهام الدين ميرفخرائي على موقع أوليمبيديا (الإنجليزية)